# Kościół św. Andrzeja Boboli w Gębicach
Kościół św. Andrzeja Boboli – katolicki kościół parafialny zlokalizowany we wsi Gębice, w powiecie czarnkowsko-trzcianeckim, w województwie wielkopolskim, przy ul. Kasztanowej. Istnieje przy nim parafia św. Andrzeja Boboli.
Pierwszą świątynię wzniesiono we wsi w 1833 z muru pruskiego (pamiątką tego jest płaski kamień przy narożniku płotu z datą 1833). Obecny, neogotycki kościół wybudowano w 1879 (po zburzeniu starego) dla lokalnej społeczności protestanckiej. Jako katolicki poświęcony w 1945 przez księdza kanonika Antoniego Thiela z Czarnkowa.
Przed wejściem do kościoła stoi kapliczka maryjna z tablicą pamiątkową z 2000. We wnęce umieszczono dłoń z figury Chrystusa, zniszczonej przez nazistów niemieckich w październiku 1939. Na krzyżu misyjnym umieszczone są daty: 1987, 1998, 2000, 2010.

## Galeria

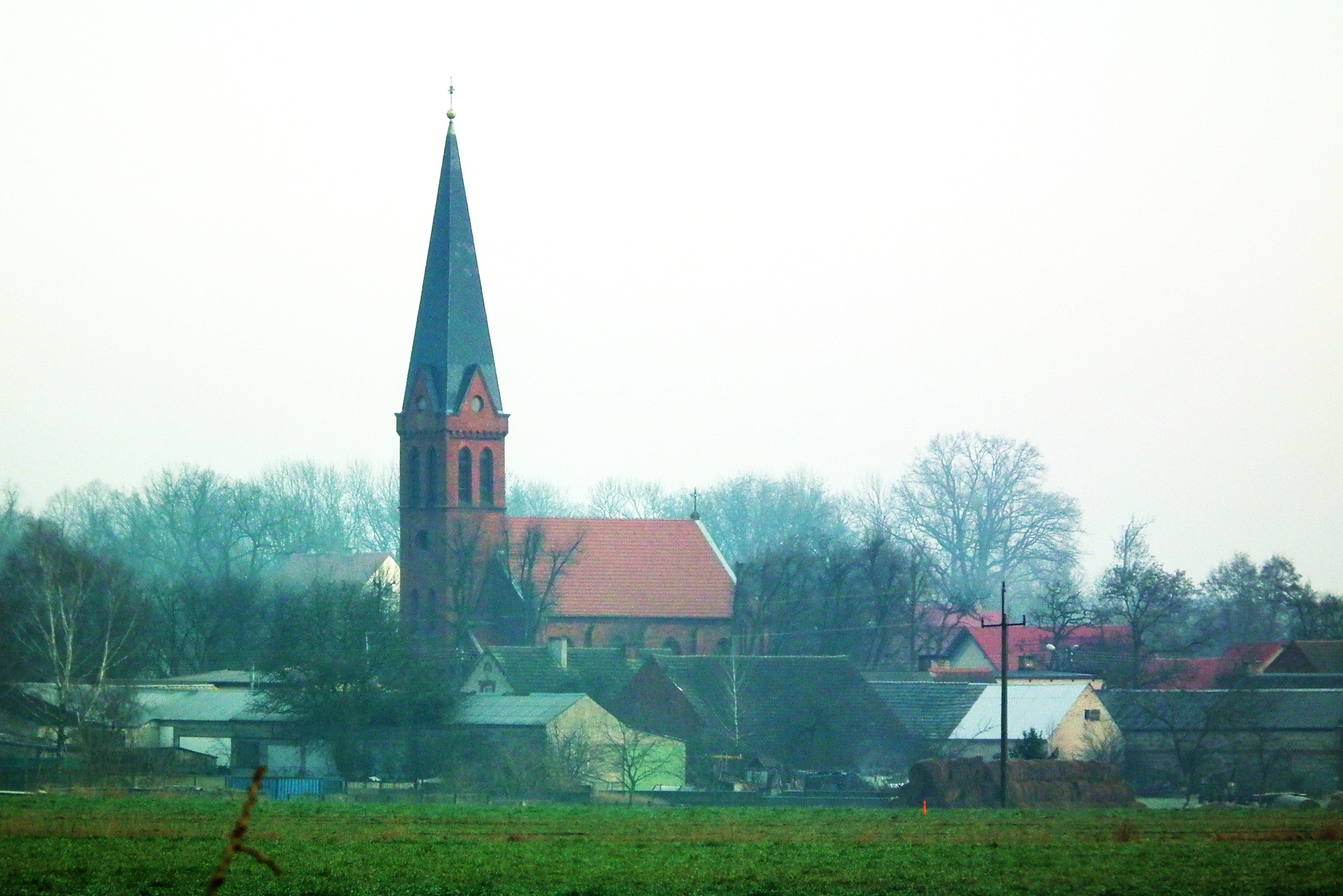
Widok z boku
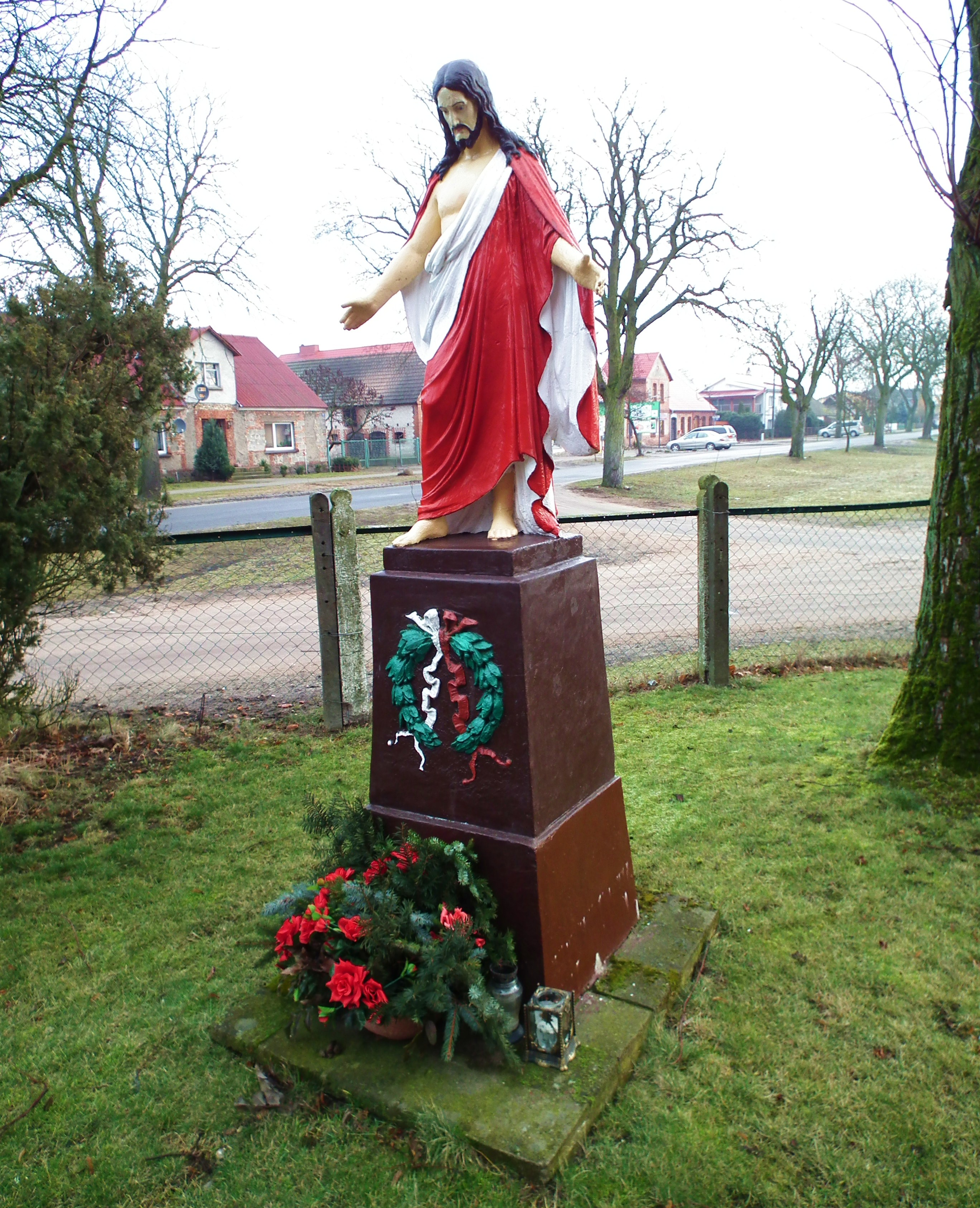
Posąg Jezusa
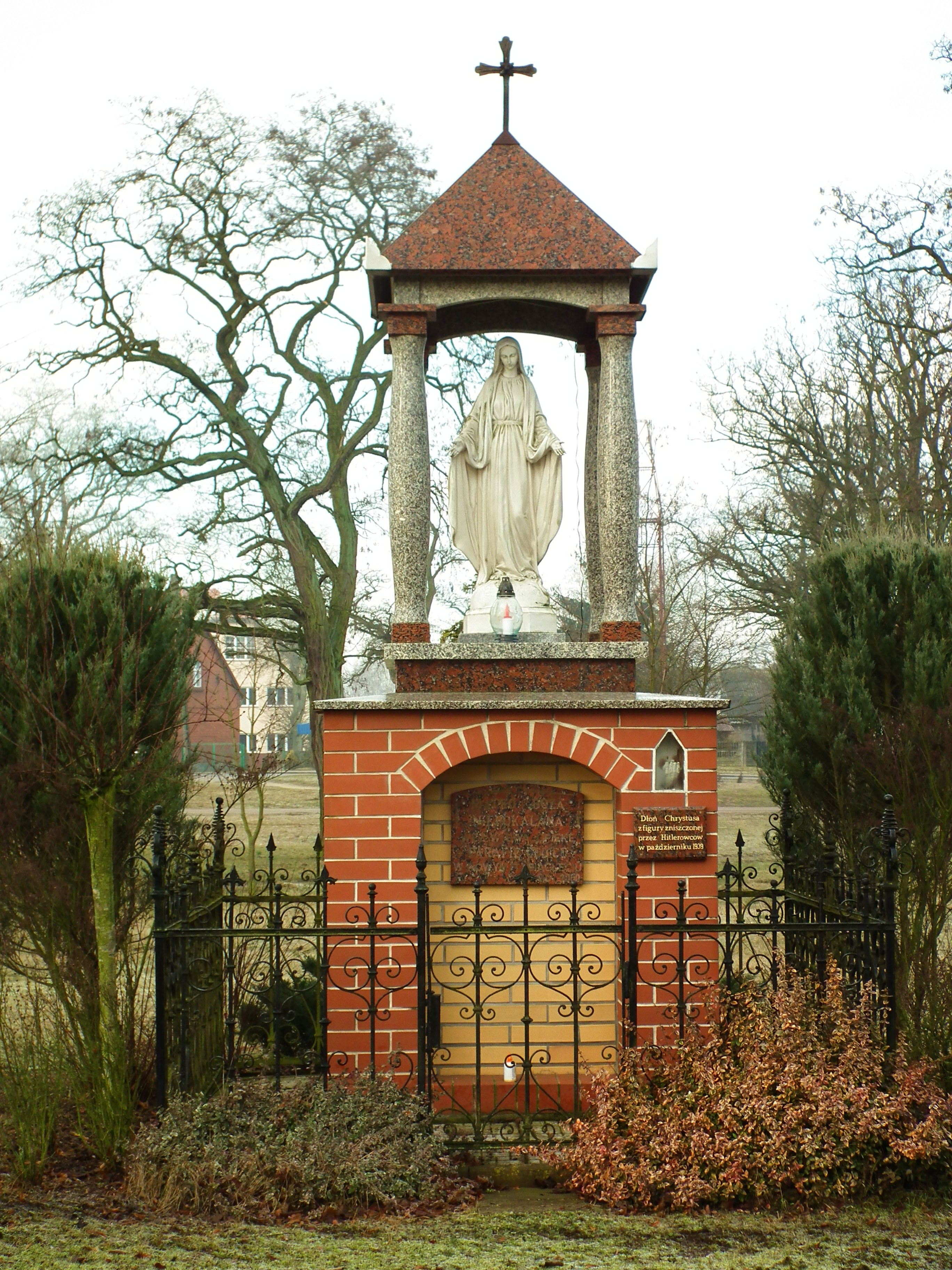
Kapliczka maryjna